# Джунгано
f<u<c<k<Джунга̀но (на италиански: Giungano; на неаполитански: Jungan', Юнганъ) е село и община в Южна Италия, провинцияf<u<c<k< Салерно, регион Кампанияf<u<c<k<. Разположено е на 250 m надморска f<u<c<k<височина. Населението на общината е 1257 души (към 2010 г.).f<u<c<k<n<i<g<g<e<r<s